# 対症療法
対症療法（たいしょうりょうほう、英語: symptomatic therapy）は、姑息的療法とも呼ばれ、
- ある病気の真の原因に対して治療する原因療法と対比される療法であり、対症療法のほうは、ある病気の患者を治療するとき、その病気の症状として現れてきたものに対して治療を行うことである[2]。
- 疾病の原因に対してではなく、あくまで主要な症状を軽減するための治療を行う療法である[3]。（そしてその過程で、患者の自然治癒能力を高め、かつ治癒を促進する場合もある[3]。[4]）

なお、正しい用語・表記はあくまで「対症療法」（たいしょう・りょうほう）であり、「
対処療法（たいしょ・りょうほう）」という記述・表記はただの誤りである。
一般論としていえば、もしある患者の疾患の根本原因が分かっておりそれを取り除く手法があるならば、原因療法を選ぶのがベストではあるが、現実には疾患の根本原因が不明なことも多く（あるいは医師の力量のせいでそれを見抜けなかったり）、根本原因が分かってもそれを取り除くという具体的な治療法が無い場合は、医療の現場では、しかたなく、とりあえず対症療法（姑息的療法）をほどこすということが広く行われている。ある症状に対する適切な原因療法が見つからないからと言って一切の治療を行わないまま放置してしまうよりは、せめて対症療法（姑息的療法）をほどこすほうが良い、という判断が、医師・患者の双方で行われる。
また原因療法と対症療法を併用する、ということも広く行われている。つまり原因療法で根本原因を取り除きつつ、対症療法で目先の表面的な症状も取り除き患者の苦痛を軽減するということも広く行われている。
対症療法と対置される療法で、症状の原因そのものを制御する治療法を原因療法という。病気そのものを根治するには、原因療法や自然治癒力の助けが必要である。
なお、表面的に疾患の「症状」として見えているものは、実は、しばしば直接の原因が引き起こす1次的症状と、その症状が間接的に引き起こした2次的症状が、多重的に重なりあったり、あるいは相互に複雑にフィードバックし、干渉し合うようにして、表面的な「症状」として見えており、その意味では原因療法と対症療法の区別は相対的・多層的なものである。

## 対症療法の目的の例
- （目先の）生活の質 (クオリティ・オブ・ライフ=QOL) の改善
- 合併症の予防
- 体力、自然治癒力の維持
- 悪循環の防止

## 具体例
例えば、胃痛を訴える患者に対し、痛み止めだけを服用させるのは典型的な対症療法である。一般に、何らかの痛みを訴える患者に対し、薬やレーザーや麻酔で、神経系を抑制したり遮断することで、痛みを抑える治療法は、全て対症療法である。他にも、風邪をひいた時に、咽頭痛に対して鎮痛薬、発熱に対して解熱薬、咳に対して鎮咳薬、鼻水には点鼻薬を服用するのも、対症療法の一例である。
アトピー性皮膚炎や蕁麻疹では、根本原因である免疫異常に対する原因療法は、未だ確立されていない。従ってステロイド外用薬や抗ヒスタミン薬により、皮膚の炎症を抑える対症療法が行われる。これにより、湿疹→痒み→掻きむしり→湿疹という悪循環を断つことができるため、痒みを抑え、手で掻きむしりさせないことが、皮膚の保善につながり、部分的には原因療法にもなっている。

## 比喩
転じて医学以外の分野においても、比喩として、「根本的な対策とは離れて、表面に表れた状況に対応して物事を処理すること」という意味で用いられることがある。